# Príbehy obycejného sílenství
Příběhy obyčejného šílenství es una película checa de comedia dramática de 2005 escrita y dirigida por Petr Zelenka. Es una adaptación de la obra de Zelenka Příběhy obyčejného šílenství. Es una historia de personas que muestran su soledad interna a través de sus elecciones en la vida. Fue inscrita en el 27.º Festival Internacional de Cine de Moscú.

## Reparto
- Ivan Trojan como Petr
- Zuzana Šulajová como Jana
- Zuzana Stivínová como Jana (voz)
- Miroslav Krobot como Otec
- Nina Divíšková como Matka
- Karel Heřmánek como Šéf
- Petra Lustigová como Sylvie
- Jiří Bartoška como Jiří
- Zuzana Bydžovská como Alice
- Jana Hubinská como Teta
- Jiří Bábek como Aleš
- Marta Sládečková como Šefova žena
- Jan Lepšík como Kolega
- Matúš Bukovčan como Kolega
- Petr Lafek como Martín
- Peter Dubecký como Číšník
- Ida Sovová como Servirka
- Václav Strasser como Dublinář

## Estreno
La película fue estrenada en la República Checa el 24 de febrero de 2005.

## Recepción
Príbehy obycejného sílenství recibió reseñas generalmente positivas de parte de la audiencia. En el sitio web agregador de reseñas Rotten Tomatoes, la película posee una aprobación de la audiencia de 92%, basada en más 500 votos, con una calificación de 4.3/5, mientras que en el sitio IMDb los usuarios le asignaron una calificación de 7.2/10, sobre la base de más de 1700 votos.